# محسن مرزوق
محسن مرزوق (مواليد يوليو 1965) هو سياسي تونسي، كان عضو المكتب التنفيذي لحركة نداء تونس أحد مؤسسيه قبل انسحابه منه. ثم أسس حركة «مشروع تونس» في 20 مارس 2016 و التي إنضمت للمعارضة في يناير 2018.

## حياته ومسيرته السياسية
نشأ محسن مرزوق في حي فقير من الطبقة العاملة، في جهة المحرس صفاقس التونسية. وهو حقوقي وجامعي تونسي متحصّل على شهادة الإجازة في العربية ومتحصل على شهادة التعمّق في مجال علم الاجتماع وماجستير اليونسكو في العلاقات الدولية من جمعية الدراسات الدولية بتونس وهو يقوم حاليا بالتحضير لنيل شهادة الدكتوراة حول موضوع المشروعية السياسية بالمغرب العربي. تولى محسن مرزوق مسؤولية منسق تنفيذي عام لمركز الكواكبي للتحولات الديمقراطية الذي يوجد مقره في العاصمة الأردنية عمان، وهو يشغل منصب الأمانة العامة للمؤسسة العربية للديمقراطية منذ مارس 2008.
عرف محسن مرزوق تحركه على الميدان السياسي منذ الصغر وبصفة مبكرة مقارنة بغيره من الوجوه البارزة على الساحة، فمرزوق دخل مجال العمل السياسي من باب الحركة التلمذية، الشيء الذي كلفه في فترة ما الطرد من جميع معاهد الجمهورية.
لم يتوقف عطاء مرزوق في النضال والعمل النقابي إلى حد الحركة التلمذية بل تواصل إلى المرحلة الأهمّ في مشوار كل حقوقي ورجل سياسة وهي مرحلة النضال الطلابي فالمعلوم عن مرزوق انه كان نقابيا وناشطا بارزا في صفوف الاتحاد العام لطلبة تونس.
وبعد هذه الحادثة عاد مرزوق لسالف نشاطه النقابي والسياسي إلى حدّ تحصله على الاستاذية في علم الاجتماع لليتفرّغ للعمل والنشاط الحقوقي في تونس كمرحلة أولى وعلى الصعيد الإقليمي كمرحلة ثانية ليكتسب بالتالي خبرة وحظوة في هذا المجال. جنّد قسريا في رجيم معتوق أواسط الثمانينات على خلفية نشاطه الطلابي. وهو يحسب على التيار الحداثي الديمقراطي.

## انتقادات
وجهت لمرزوق العديد من الانتقادات واعتبره البعض شخصية مثيرة للجدل بسبب آرائه في السياسة بعد انتخابات 2014 في تونس، مما جعله يؤسس لحركة نداء تونس، ثم الانسحاب منها لاحقاً، كما أسس حركة مشروع تونس بعدها لتكون معارضة للأولى، وقد شكل هذه الحركة لتتزعم الأحزاب المعارضة في تونس خلال سنة 2018.
وجهت له اتهامات بتبييض الأموال بعد ورود اسمه في ما يُسمى بوثائق بنما، والتي نفاها مرزوق. كما اتهم بكونه عميلاً للمخابرات الإماراتية ويتواصل معها لتنفيذ أجنداتها في تونس، وهذا ما ينفيه مرزوق ة يقول بأنه انتمائه تونسي فقط.